# كين فليتشر
كين فليتشر (بالإنجليزية: Ken Fletcher)‏ مواليد 15 يونيو 1940م في بريزبان - 11 فبراير 2006م في بريزبان، هو لاعب كرة مضرب استرالي بدأ مسيرته كمحترف سنة 1968م وكان يلعب باليد اليمنى، اعتزل اللعب في 1973م. كما أنه أحد أبطال الجراند سلام. أعلى تصنيف له في الفردي كان المركز الـ 10 في سنة 1966م.

## بطولات حققها
- بطولة ويمبلدون

## روابط خارجية
- كين فليتشر على موقع رابطة محترفي التنس (الإنجليزية)
- كين فليتشر على موقع الاتحاد الدولي لكرة المضرب (الإنجليزية)
- كين فليتشر على موقع كأس ديفيز (الإنجليزية)
- كين فليتشر على موقع اتحاد التنس الأسترالي (الإنجليزية)